# UFC on ESPN: dos Anjos vs. Edwards
UFC on ESPN: dos Anjos vs. Edwards (também conhecido como UFC on ESPN 4) foi um evento de MMA produzido pelo Ultimate Fighting Championship no dia 20 de julho de 2019, no AT&T Center, em San Antonio, Texas.

## Background
O evento marcou a segunda visita do UFC a San Antonio e a primeira desde o UFC Fight Night: Swanson vs. Stephens em junho de 2014.
O duelo nos meio-médios entre o ex-campeão dos leves Rafael dos Anjos e Leon Edwards serviu de luta principal da noite.
Aleksei Oleinik era esperado para enfrentar Walt Harris no UFC Fight Night: Iaquinta vs. Cowboy. Porém, Oleinik foi movido para uma luta contra Alistair Overeem no UFC Fight Night: Overeem vs. Oleinik. A luta então foi reagendada para este evento.
O duelo nos moscas feminino entre a ex-desafiante dos galos feminino Liz Carmouche e a ex-desafiante dos moscas Roxanne Modafferi era esperado para o evento. Entretanto, Carmouche foi chamada para disputar o cinturão da categoria contra Valentina Shevchenko. Para seu lugar foi chamada a brasileira e ex-campeã peso mosca do Invicta FC Jennifer Maia em uma revanche de um combate que aconteceu em 2016 quando Maia venceu por decisão dividida. Nas pesagens, Maia pesou 129 libras (59,5 kg) ficando 3 libras acima do limite da categoria de 126 libras (57,2 kg) em lutas que não valem o cinturão. Como resultado, Maia perdeu 30% de sua bolsa que foi para Modafferi.
Com um total de 10 decisões no card, o evento empatou com UFC 169, UFC Fight Night: Machida vs. Mousasi, UFC Fight Night: Silva vs. Bisping, UFC Fight Night: Whittaker vs. Brunson e UFC Fight Night: Werdum vs. Tybura com o maior número de decisões em um único evento.
Com nove decisões consecutivas marcou o recorde do UFC em um único evento.

## Bônus da Noite
Os lutadores receberam $50.000 de bônus:
- Luta da Noite:  Mario Bautista vs.  Jin Soo Son
- Performance da Noite:  Walt Harris e  Dan Hooker